# ジャニベク・アリムハヌリ
ジャニベク・アリムハヌリ（Janibek Alimkhanuly、1993年4月1日 - ）は、カザフスタンのプロボクサー。アルマトイ出身。現IBF・WBO世界ミドル級統一王者。

## 来歴
アリムハヌリは、父と祖父がボクシングを好きだったこともあり、6歳でボクシングを始めた。最初の試合は6歳の時だったが、その試合では黒星を喫している。

### アマチュア時代
2013年10月、カザフスタンのアルマトイで行われた世界ボクシング選手権にミドル級(75kg)で出場し、金メダルを獲得。
2015年10月、カタールのドーハで行われた世界ボクシング選手権にミドル級(75kg)で出場し、2回戦で敗退。
2016年8月、リオデジャネイロオリンピックにミドル級(75kg)で出場し、3回戦で敗退。

### プロ時代
2016年10月29日、アルマトイのアルマトイ・アリーナでミルトン・ヌネスとデビュー戦で対戦し、初回2分25秒TKO勝ちを収めた。
2019年4月12日、ロサンゼルスのクリプト・ドットコム・アリーナでクリスチャン・オリバスとWBCアメリカ大陸及びWBOグローバルミドル級王座決定戦を行い、10回3-0（2者が100-90、99-91）の判定勝ちを収め両王座を獲得した。
2021年6月26日、ヴァージン・シアターにてワシル・ロマチェンコvs中谷正義の前座で、元WBA世界ミドル級レギュラー王者のロブ・ブラントと対戦し、8回終了時にブラントが棄権した為TKO勝ちを収めアメリカ大陸王座の3回目の防衛に成功した。
2021年11月20日、ミケロブ・ウルトラ・アリーナにてテレンス・クロフォードvsショーン・ポーターの前座で、ハッサン・ヌダム・ヌジカムと対戦し、8回2分40秒TKO勝ちを収めアメリカ大陸王座は4度目、グローバル王座の3度目の防衛に成功した。
2022年5月21日、ラスベガスのリゾーツ・ワールド・イベント・センターでWBO世界ミドル級暫定王座決定戦をWBO同級3位のダニー・ディグナムと行い、2回2分49秒KO勝ちを収め王座を獲得した。
2022年8月30日、正規王者のデメトリアス・アンドラーデが王座を返上したため、アリムハヌリは暫定王者から正規王者に認定された。
2022年11月12日、ラスベガスのパームス内ザ・パールでWBO世界ミドル級14位のデンゼル・ベントリーと対戦し、12回3-0（116-112×2、118-110）の判定勝ちを収め初防衛に成功した。
2023年5月13日、カリフォルニアのストックトン・アリーナでWBO世界ミドル級6位のスティーブン・バトラーと対戦し、2回2分35秒KO勝ちを収め2度目の防衛に成功した。この試合でアリムハヌリは30万ドル（約4200万円）、バトラーは7万5千ドル（約1000万円）のファイトマネーを稼いだ。
2023年10月14日、テキサス州ローゼンバーグのフォート・ベント・コミニティーセンターでIBF世界ミドル級王者のビンセンツォ・グアルティエリと王座統一戦を行い、6回1分25秒TKO勝ちを収めWBO王座3度目の防衛、IBF王座獲得と2団体王座統一に成功した。
2024年7月13日、ラスベガスのパームス内ザ・パールでIBF世界ミドル級3位のアンドレイ・ミハイロビッチと対戦する予定だったが、前日計量の当日にアリムハヌリが最終減量中に重度の脱水症状となり失神して病院に搬送されたため、試合中止となった。
2024年9月3日、IBF本部で王者のアリムハヌリとIBF世界ミドル級3位のアンドレイ・ミハイロビッチの間で行われる仕切り直しのIBF指名試合の入札が行われ、アリムハヌリ擁するトップランクが35万ドル（約5088万円）を提示するが、ミハイロビッチ擁するノーリミット・ボクシングがわずか1000ドルの差となる35万1000ドル（約5103万円）を提示し、興行権を落札したため、試合はノーリミット・ボクシングが拠点とするオーストラリアで行われることになった。ファイトマネーは、王者のアリムハヌリが落札額の65％にあたる22万8150ドル（約3281万円）、挑戦者のミハイロビッチが35％にあたる12万2850ドル（約1766万円）を受け取ることになった。
2024年10月4日、シドニーのザ・スターでIBF世界ミドル級3位のアンドレイ・ミハイロビッチと対戦し、9回2分45秒TKO勝ちを収めIBF王座の初防衛に成功した。 なお、WBOはこの試合でWBO王座が懸けられることを拒否したため、IBF王座のみが懸けられた。
2024年10月8日、WBOはアリムハヌリに対して、WBO世界ミドル級1位のハムザ・シェラーズと防衛戦を行うよう指令した。
2025年4月7日、母国カザフスタンの首都アスタナにあるバリス・アリーナでIBF世界ミドル級7位及びWBO世界ミドル級13位のアナウエル・ヌガミセンゲと対戦し、5回2分59秒KO勝ちを収めWBO王座は4度目、IBF王座は2度目の防衛に成功した。

## 戦績
- アマチュアボクシング：308戦 300勝 8敗[24]
- プロボクシング：17戦 17勝 (12KO) 無敗

| 戦           | 日付           | 勝敗 | 時間    | 内容    | 対戦相手                             | 国籍             | 備考                                             |
| ------------ | -------------- | ---- | ------- | ------- | ------------------------------------ | ---------------- | ------------------------------------------------ |
| 1            | 2016年10月29日 | ☆    | 1R 2:25 | TKO     | ミルトン・ヌネス                     | コロンビア       | プロデビュー戦                                   |
| 2            | 2017年9月9日   | ☆    | 6R      | 判定3-0 | ジルベルト・ペレイラ・ドス・サントス | ブラジル         |                                                  |
| 3            | 2018年9月28日  | ☆    | 6R      | 判定3-0 | カルロス・ガルバン                   | コロンビア       |                                                  |
| 4            | 2018年11月3日  | ☆    | 8R      | 判定2-1 | ボーン・アレクサンダー               | アメリカ合衆国   |                                                  |
| 5            | 2019年2月2日   | ☆    | 5R 0:21 | TKO     | スティーブン・マルティネス           | アメリカ合衆国   |                                                  |
| 6            | 2019年4月12日  | ☆    | 10R     | 判定3-0 | クリスティアン・オリバス             | メキシコ         | WBCアメリカ大陸・WBOグローバルミドル級王座決定戦 |
| 7            | 2019年8月17日  | ☆    | 5R 2:51 | KO      | ステュアート・マクレラン             | カナダ           | WBCアメリカ大陸防衛1・WBOグローバル防衛1         |
| 8            | 2019年11月9日  | ☆    | 6R 2:31 | KO      | アルバート・オノルノセ               | カナダ           | WBCアメリカ大陸防衛2                             |
| 9            | 2020年10月9日  | ☆    | 2R 2:59 | KO      | ゴンサロ・ガストン・コリア           | アルゼンチン     | WBOグローバルミドル級王座決定戦                  |
| 10           | 2021年6月26日  | ☆    | 8R 終了 | TKO     | ロブ・ブラント                       | アメリカ合衆国   | WBCアメリカ大陸防衛3                             |
| 11           | 2021年11月20日 | ☆    | 8R 2:40 | TKO     | ハッサン・ヌダム・ヌジカム           | フランス         | WBCアメリカ大陸防衛4・WBOグローバル防衛1         |
| 12           | 2022年5月21日  | ☆    | 2R 2:11 | KO      | ダニー・ディナム                     | イギリス         | WBО世界ミドル級暫定王座決定戦→正規王座に認定     |
| 13           | 2022年11月12日 | ☆    | 12R     | 判定3-0 | デンゼル・ベントリー                 | イギリス         | WBO防衛1                                         |
| 14           | 2023年5月13日  | ☆    | 2R 2:35 | KO      | スティーブン・バトラー               | カナダ           | WBO防衛2                                         |
| 15           | 2023年10月14日 | ☆    | 6R 1:25 | TKO     | ビンセンツォ・グアルティエリ         | ドイツ           | IBF・WBО世界ミドル級王座統一戦 IBF獲得・WBO防衛3 |
| 16           | 2024年9月4日   | ☆    | 9R 2:45 | TKO     | アンドレイ・ミハイロビッチ           | ニュージーランド | IBF防衛1                                         |
| 17           | 2025年4月5日   | ☆    | 5R 2:59 | TKO     | アナウエル・ヌガミセンゲ             | フランス         | IBF防衛2・WBO防衛4                               |
| テンプレート |                |      |         |         |                                      |                  |                                                  |

## 獲得タイトル
- WBCアメリカ大陸ミドル級王座
- WBOグローバルミドル級王座
- WBО世界ミドル級暫定王座（防衛0=正規王座に認定）
- WBО世界ミドル級王座（防衛4）
- IBF世界ミドル級王座（防衛2）